# 1-й латышский стрелковый полк
1-й латышский рабочий стрелковый полк — национальное формирование РККА, сформированное из добровольцев, проживавших на территории Латвийской ССР.

## История
В июле 1941 года ЦК КП(б) Латвии и СНК Латвийской ССР предложили объединить отступившие на эстонскую территорию отряды латвийских добровольцев и ополченцев в два рабочих стрелковых полка. Для выполнения этого поручения от ЦК КП(б) Латвии в Таллин были направлены секретарь ЦК КП(б)Л А. Я. Пельше и Я. Г. Авотинь.
Формирование 1-го латышского рабочего стрелкового полка началось 6 июля 1941 года в городе Тырва, оно было продолжено 7 июля в Вильянди и завершено 8 июля 1941 года в Пылтсамаа. Полк был сформирован в результате объединения батальонов Рабочей гвардии и отрядов партийных и советских активистов, в его состав вошли 3-й батальон Рижской рабочей гвардии, Тукумский батальон, Валмиерский батальон, Рижская комсомольская рота и другие отряды и группы. Формирование полка проходило при поддержке ЦК КП(б)Э и командования 8-й армии.
Полк был сформирован на основании постановлении СНК СССР от 24 июня 1941 года «Об охране предприятий и учреждений и создании истребительных батальонов».
Изначально, численность полка составила 1480 человек. Командиром полка стал бывший начальник милиции Тукумского уезда, в прошлом — латышский красный стрелок Аугуст Жунс, комиссаром — Эдуард Либерт. Вооружение полка составляли в основном английские винтовки, также имелось 16 английских ручных пулемётов «Виккерс» и один немецкий пулемёт, который был снят со сбитого самолёта.
Общая численность полка составляла 1500 человек. В составе полка было много евреев.
7 июля 1941 года полк занял Пылтсамаа и в следующие дни действовал побатальонно, вместе с подразделениями РККА обеспечивая охрану путей сообщения в тылах РККА в районе Пикавере — Ариевере — Валли — Коэру от действовавших здесь немецких диверсантов и вооружённых формирований эстонских националистов. В это время полк уничтожил несколько вооружённых групп эстонских националистов.
16 июля 1941 года полк поступил в оперативное подчинение 10-й стрелковой дивизии 10-го стрелкового корпуса РККА, 18 июля он получил новое наименование — «1-й латышский стрелковый полк» и стал регулярной частью РККА.
В этот же день, 18 июля 1941 года, 1-му латвийскому стрелковому полку поставили задачу: вместе с Валмиерским рабочим батальоном оборонять город Тюри.
Также с 18 июля в полк был включён как 4-й батальон полка Валмиерский истребительный батальон под командованием А. Лукашенко численностью в 680 чел.
20 июля 1941 занимавший оборону в районе города Тюри полк впервые вступил в бой с наступавшими войсками 18-й армии вермахта. В ходе этого боя было замечено, что многие мины, выпущенные немецкими войсками, не взрываются. При их изучении было установлено, что вместо взрывчатки мины были заполнены песком; в одной из мин имелась записка «Помогаем, чем можем. Чехословацкие рабочие». Только после того, как противник вышел в тыл полка и возникла угроза окружения, полк начал отход на новые позиции у города Пайде.
24 июля 1941 года южнее Пайде полк был атакован, нападение было отбито, но в бою у моста через реку Валгейыги погиб командир полка А. М. Жунс. Новым командиром полка стал капитан А. Мельников.
В результате наступления немецких войск полк вместе с другими подразделениями РККА оказался в окружении. После трёхдневного перехода вышел к Мустла, где проходила линия фронта, и 2 августа занял боевой рубеж.
В дальнейшем, полк участвовал в обороне Таллина. 5 августа 1941 года полк был размещён на второй линии обороны Таллина в районе населённых пунктов Перила и Кивилоо, на этом участке он находился до 21 августа.
19 августа 1941 года после мощного артиллерийского и миномётного обстрела немецкие войска возобновили наступление на Таллин, личный состав полка снова вступил в бой.
На второй день боев полк перешёл в контратаку, в ходе которой были взяты трофеи (два тяжёлых миномёта и полевая кухня), а части противника с потерями отступили.
24 августа 1941 года немецкие войска начали новое наступление на Таллин. В этот день полк вместе с батальоном морской пехоты занимал оборонительные позиции на шоссе в районе Кейла. За этот день бойцы полка и морские пехотинцы отбили 12 атак и заняли позиции вблизи предместья Таллина Нымме (между Вильяндским шоссе и озером Юлемисте).
Использовался в качестве ударной надёжной силы на самых напряжённых участках фронта, эта часть из добровольцев была в трудные дни самым надёжным формированием.
28 августа 1941 года началась эвакуация советских войск из Таллина, в этот день в составе 10-й стрелковой дивизии полк был погружен на транспорты и военные корабли Балтийского флота и эвакуирован в Кронштадт.
Во время перехода из Таллина в Кронштадт через заминированный Финский залив суда подверглись ожесточённой бомбардировке, большая часть полка погибла.
Из 283 оставшихся в строю военнослужащих полка в Кронштадте был сформирован 1-й латышский батальон, который вошёл в состав 62-го стрелкового полка 10-й стрелковой дивизии. Командиром батальона был назначен Ж. К. Фолманис. Формирование батальона началось 3 сентября 1941 года в Кронштадте и было завершено 7 сентября 1941 года в Стрельне.
В дальнейшем, батальон участвовал в боях в районе Стрельны и в обороне Ленинграда.
Батальон состоял из 237 бойцов (179 латышей, 27 русских, 21 еврей, 4 поляка, 2 белоруса, по одному литовцу, немцу, татарину и эстонцу), в том числе 32 коммунистов и 44 комсомольцев.
После боев в районе Петергофа в сентябре 1941 года в батальоне осталось 50 — 60 человек, их включили в состав 76-го латышского отдельного стрелкового полка (сформированного в сентябре 1941 года из остатков 2-го латышского рабочего добровольческого полка).

## Известные люди служившие в полку
- Ларман, Эмиль Карлович — с ноября 1918 г. по май 1919 г. служил в полку красноармейцем. Впоследствии  советский военный деятель и учёный, генерал-майор инженерно-артиллерийской службы (1943), член-корреспондент Академии артиллерийских наук (1949).